# Яворський Ігор Петрович
І́гор Петро́вич Яво́рський  (*9 червня 1959, Муроване, нині Пустомитівського району Львівської області) — український футболіст та футбольний тренер. Майстер спорту України (1995).

## Життєпис
Закінчив факультет фізичного виховання Тернопільського педагогічного інституту (нині ТНПУ).
Виступав за команди «Сокіл» (Львів, 1977-1978), «Нива» (Підгайці, 1979—1981), «Колос» (Павлоград, 1981—1984), «Нива» (Тернопіль, 1985—1987, 1989—1991, 1995—1999), «Металіст» (Харків, 1982-1983, 1985), «Гурія» (Ланчхуті, Грузія, 1988), «Хемлон» (Гуменне, нині Словаччина, 1991—1992), «Верес» (Рівне, 1993), «Боліден» (Швеція, 1994-1995).
За тернопільську «Ниву» провів 272 матчі, був найкращим бомбардиром — забив 152 голи, працював її граючим та головним тренером.
1997 — один із 6-ти найкращих тренерів Тернопільської області.
Працював головним тренером команд «Нива» (Тернопіль), «Металург» (Донецьк), «Прикарпаття» (Івано-Франківськ), помічником головного тренера Івана Голаца «Карпати» (Львів).
Від 2008 — помічник головного тренера команди «Металург» (Запоріжжя).
У 2009 — головний тренер ФК «Львів»
Від 18 червня 2012 — головний тренер ФК «Нива»(Тернопіль)
Від січня до липня 2015 року — головний тренер клубу Канадської футбольної ліги (CSL) «Атомік» з Торонто.